# Graphidessa
Graphidessa is een kevergeslacht uit de familie van de boktorren (Cerambycidae). De wetenschappelijke naam van het geslacht werd voor het eerst geldig gepubliceerd in 1884 door Bates.

## Soorten
Graphidessa omvat de volgende soorten:
- Graphidessa obliquefasciata Komiya & Kusama, 1974
- Graphidessa variegata Hayashi, 1974
- Graphidessa venata Bates, 1884